# 335
Năm 335 là một năm trong lịch Julius.